# Історія держави і права
Істо́рія держа́ви і пра́ва — це наука і навчальна дисципліна, яка вивчає фундаментальні, системоутворюючі закономірності історичного розвитку, намагається встановити головні причини та виявити основні наслідки виникнення, розвитку і занепаду державно-правових систем.